# Usambarahyliota
Usambarahyliota (Hyliota usambara) är en utrotningshotad afrikansk tätting i den lilla familjen hyliotor.

## Utseende och läten
Usambarahyliotan är en medelstor flugsnapparliknande tätting med en kroppslängd på 14 centimeter. Ovansidan är glansigt blåsvart med en tydlig vit fläck på vingen. Undertill har den orange strupe och bröst som bleknar till gult mot buk och undergump. Det sällan yttrade lätet är en serie tunna, gnissliga toner.

## Utbredning
Fågeln återfinns enbart i nordöstra Tanzania, där huvudsakligen i de östra Usambarabergen med en enda observation i västra Usambarabergen. Ett specimen ska också ha insamlats mellan 1904 och 1907 utmed Ruvufloden, men idag tros det istället röra sig om den närbesläktade arten gulbukig hyliota (Hyliota flavigaster).

## Systematik

### Artstatus
Vissa behandlar den som en underart till miombohyliota (Hyliota australis). Den behandlas som monotypisk, det vill säga att den inte delas in i några underarter.

### Familjetillhörighet
Fram tills nyligen ansågs hylioterna vara en del av familjen sångare (Sylviidae), nu uppdelad i ett antal familjer i överfamiljen Sylvioidea. DNA-studier visar dock att de inte är särskilt nära släkt med dessa, utan är systergrupp till mesar och pungmesar. Numera placeras de i den egna familjen Hyliotidae.

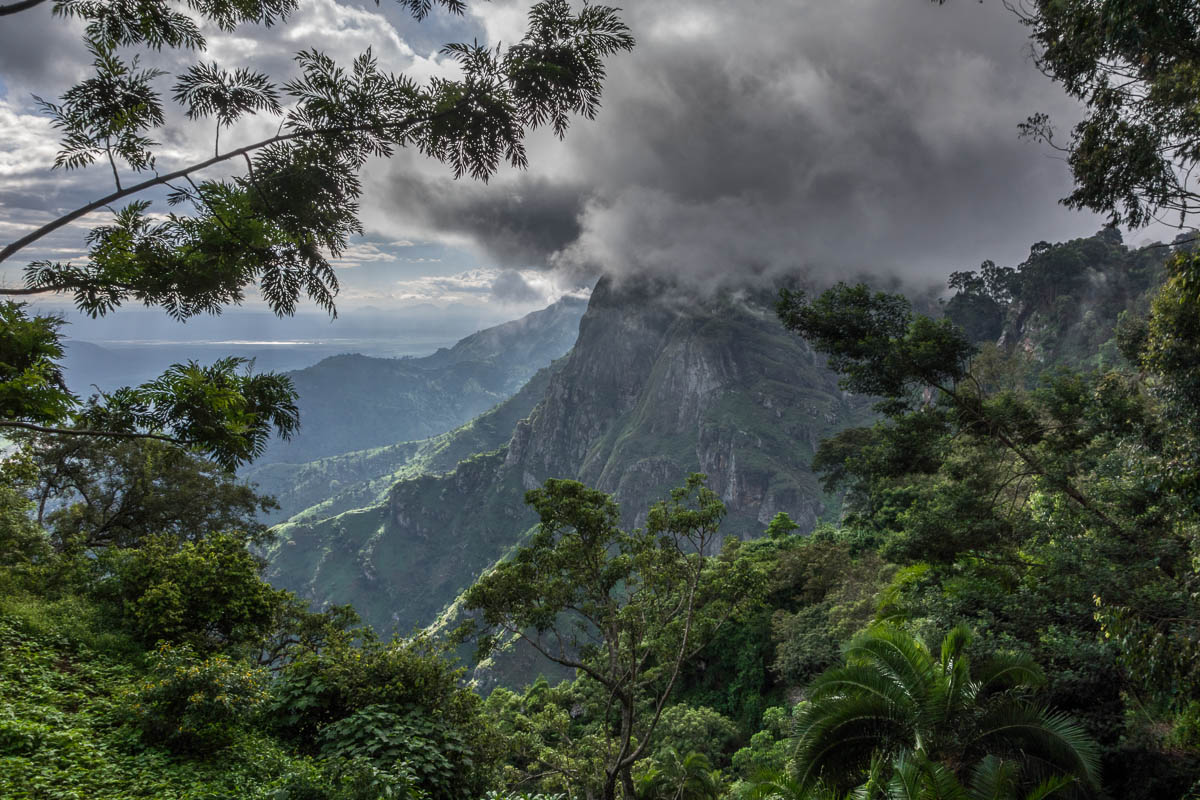
Usambarabergen varifrån fågeln fått sitt svenska och vetenskapliga namn.

## Levnadssätt
Usambarahyliotan återfinns bland trädtoppar, i skogskanter och kaffeplantage vid halvhöga höjder. Den beter sig som en flugsnappare där den från en utkiksplats gör utfall mot insekter högst upp och ofta i kala träd. Arten plockar också föda från smågrenar och kvistar. Den ses ensam, i par eller i artblandade flockar. Dess häckningsbiologi är okänd.

## Status
Usambarahyliotan är sällsynt inom sin mycket begränsade och fragmenterad utbredning och världspopulationen uppskattas till endast mellan 1.000 och 2.500 individer. Eftersom den lever bland trädtopparna antas den vara sårbar för skogsavverkning som är mer intensiv i de lägre bergsregioner där arten påträffas än högre upp och som dessutom tros öka i intensitet framtiden. Internationella naturvårdsunionen IUCN kategoriserar därför som starkt hotad (EN).

## Namn
Hyliota kommer från grekiskans ὑλειωτης, huleiōtēs, som betyder "skogsbrukare" och är ett annat namn för skogsguden Pan.